# Insulte rituelle
Une insulte rituelle est un terme anthropologique concernant une insulte utilisée dans certains rites.
"Les insultes rituelles mises en évidence par William Labov constituent une forme d’interaction sociale intégrative. Elles permettent aux adolescents membres d’un gang, par exemple, de marquer leur appartenance au groupe et leur habileté." 
Cette activité a notamment été étudiée dans les communautés afro-américaines.